# Zygmunt Chajzer
Zygmunt Kazimierz Chajzer (ur. 1 maja 1954 w Warszawie) – polski dziennikarz oraz prezenter radiowy i telewizyjny.

## Życiorys
Jest synem malarza-tapeciarza. Urodził się w Warszawie, gdzie ukończył naukę w VIII LO im. Władysława IV oraz studia na Akademii Wychowania Fizycznego i Wydziale Dziennikarstwa i Nauk Politycznych Uniwersytetu Warszawskiego. W okresie studiów na AWF pisał artykuły do uczelnianej gazety „Miniatury”, jako student dorabiał także, pracując jako malarz-tapeciarz w Berlinie Zachodnim.
Od młodości grywa w siatkówkę. W trakcie studiów grał w zespołach AZS AWF i AZS Uniwersytetu Warszawskiego, przez krótki czas był także członkiem reprezentacji Polski juniorów. W dorosłym życiu uzyskał dyplom trenera siatkówki, a w sierpniu 2011 wszedł w skład zarządu klubu Bank BPS Sparta Warszawa.

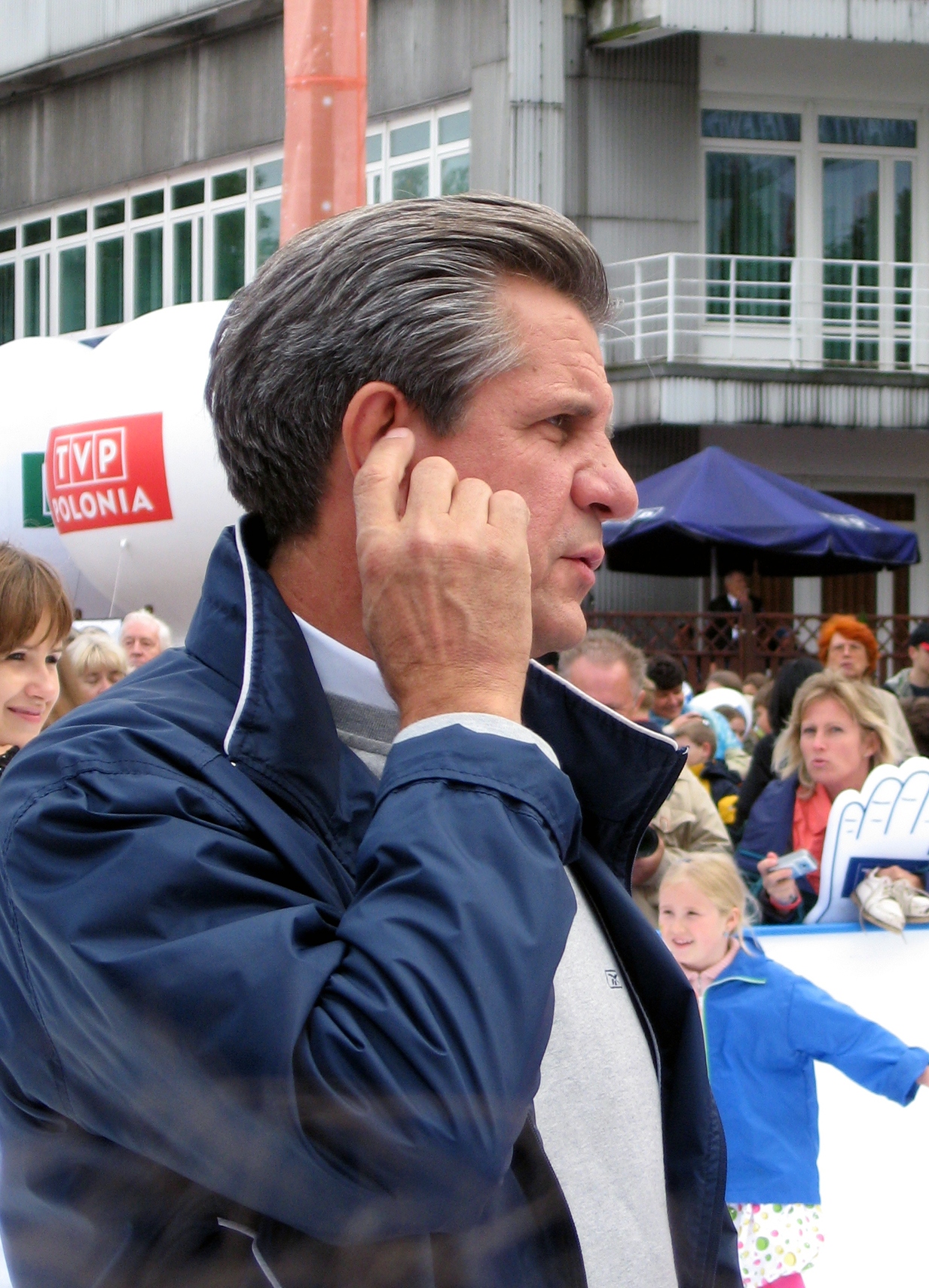
Chajzer podczas Dnia Otwartego Telewizji Polskiej

Po powrocie do Polski na początku lat 80. rozpoczął pracę dziennikarską w redakcji sportowej „Sztandaru Młodych” oraz w Programie I Polskiego Radia, w którym prowadził audycje: Sygnały dnia, Lato z radiem i Cztery pory roku. W 1994 roku zaczął pracę w Telewizji Polskiej, dla której przez niecały rok prowadził serwis informacyjny TVP1 Wiadomości.
W latach 1997–2000 pracował w telewizji Polsat jako prowadzący teleturniej Idź na całość, za co odebrał Telekamery „Tele Tygodnia” w kategoriach: rozrywka (1998) oraz teleturnieje i gry (1999). W 2000 został odznaczony Złotym Krzyżem Zasługi.
W 2000 rozpoczął pracę w telewizji TVN, dla której prowadził teleturnieje: Telegra (2000–2001) i Chwila prawdy (2002–2004) oraz talk-show Ananasy z mojej klasy (2001–2002). W 2005 po raz pierwszy powrócił do współpracy z telewizją Polsat, dla której prowadził teleturnieje: Na zawsze razem (2005), Grasz czy nie grasz (2005–2007) i Moment prawdy (2009–2010) oraz program rozrywkowy Gwiezdny cyrk (2008). W tym okresie uczestniczył w telewizyjnych programach rozrywkowych: Gwiazdy tańczą na lodzie (2007) w TVP1  i Taniec z gwiazdami (2009) w TVN.
W latach 2013–2015 pracował w Radiu Złote Przeboje, w którym współprowadził konkurs Chajzer kontra Chajzer, audycje Piątek u Chajzerów (2013–2014) i Chajzer na Weekend (2014–2015) oraz koncerty podczas letniej trasy koncertowej Złote Przeboje na wakacjach (2013–2014). Od czerwca 2015 wraz z Joanną Kruk prowadzi Pogodny poranek w Radiu Pogoda. W 2018 z synem Filipem uczestniczył w programie Ameryka Express. Od 20 lutego 2019 współprowadzi program TV Okazje EXTRA w TV Okazje. W lutym 2023 nagrał dwa odcinki programu Chajzer nadaje dla kanału telewizyjnego News24, jednak emisja formatu została wstrzymana z powodu braku sponsorów. W 2024 prowadził program Legendy sportu w Tele 5, a także powrócił do Telewizji Polsat, gdzie był gospodarzem programu Return Masters. Bitwa o palety na antenie Super Polsat . W 2025 został ogłoszonym jednym z prowadzących nowej odsłony teleturnieju Idź na całość w TTV.
Występował w reklamach: Telezakupów Mango, proszków do prania Vizir, operatora komórkowego Play, napojów Pepsi i Telezakupów TV Okazje. W 2019 wypuścił na rynek własny proszek do prania Mr. Ziggi.
W lutym 2024 został ambasadorem akcji serwisu Gazeta.pl o nazwie Ryzykanci, skierowanej do mężczyzn i mającej zachęcić ich do dbania o swój stan psychiczny.

## Życie prywatne
22 czerwca 1984 ożenił się z Dorotą, jedną z finalistek edycji konkursu Miss Lata z Radiem w 1983. Mają dwoje dzieci, syna Filipa i córkę Weronikę. Z poprzedniego związku ma również córkę Karolinę.